# Manuel Barrera Parra
Manuel Barrera Parra (Bucaramanga, 27 de abril de 1908 - Bogotá, 25 de abril de 1957) fue un abogado, diplomático y político colombiano, miembro del Partido Conservador Colombiano
Barrera se desempeñó como Ministro de Minas y Petróleos y de Gobierno de Colombia.

## Biografía
Nació en Bucaramanga en 1908. Se graduó del bachiller del Colegio Mayor de Nuestra Señora del Rosario en Bogotá, estudiando Derecho en la Universidad del Rosario y especializándose en derecho civil, administrativo y laboral. Posteriormente fue profesor de la misma institución.
Afiliado al Partido Conservador, se desempeñó como Senador de la República por Santander, entre 1943 y 1947, designado por la Asamblea Departamental de Santander. En 1945, se desempeñó brevemente como Ministro de Minas y Petróleos en el Gabinete del Presidente Alfonso López Pumarejo. En 1946 pasó a ser Presidente del Partido Conservador durante la presidencia de Mariano Ospina Pérez, que lo nombró Ministro de Gobierno en su gabinete. En 1947 fue nombrado Embajador en Chile por el presidente Ospina Pérez, cargo del cual pasó en 1949 a ser Embajador en Venezuela.
Tras haber sido derrocado el Gobierno del Presidente conservador Laureano Gómez, en noviembre de 1953 fue designado Magistrado de la Corte Suprema de Justicia por el nuevo presidente, General Gustavo Rojas Pinilla. Desde allí respaldó la implantación del Estado de Sitio. Renunció a la alta corte en 1956.
Siendo Embajador en Chile fue condecorado por el gobierno de Chile con la Gran Cruz de la Orden al Mérito Bernardo O’Higgins. Fua autor de la obra Reconocimiento de hijos naturales.